# Модльна
Модльна (пол. Modlna) — село в Польщі, у гміні Озоркув Зґерського повіту Лодзинського воєводства.
Населення — 230 осіб (2011).

## Демографія
Демографічна структура станом на 31 березня 2011 року:
|          | Загалом | Допрацездатний вік | Працездатний вік | Постпрацездатний вік |
| -------- | ------- | ------------------ | ---------------- | -------------------- |
| Чоловіки | 111     | 19                 | 75               | 17                   |
| Жінки    | 119     | 24                 | 65               | 30                   |
| Разом    | 230     | 43                 | 140              | 47                   |